# Pamandzi
Pamandzi – gmina we wschodniej części Majotty (zbiorowość zamorska Francji); na wyspie Petite-Terre (Pamanzi); 11442 mieszkańców (2017). Ośrodek przemysłowy; międzynarodowy port lotniczy (port lotniczy Dzaoudzi).

## Źródła
1. Populations légales des communes de Mayotte en 2017 − Populations légales de Mayotte en 2017 | Insee, www.insee.fr [dostęp 2023-06-07].